# Baren (Haute-Garonne)
Baren ist eine französische Gemeinde mit 11 Einwohnern (Stand 1. Januar 2022) im Département Haute-Garonne in der Region Okzitanien (zuvor Midi-Pyrénées). Die Einwohner werden als Barénois bezeichnet.

## Geographie
Umgeben wird Baren von den sieben Nachbargemeinden: 
| Guran           | Burgalays                                   | Cierp-Gaud |
| Lège            | Kompassrose, die auf Nachbargemeinden zeigt | Marignac   |
| Cazaux-Layrisse | Gouaux-de-Luchon                            |            |

## Bevölkerungsentwicklung
| Jahr                       | 1962 | 1968 | 1975 | 1982 | 1990 | 1999 | 2008 | 2017 | 2019 |
| -------------------------- | ---- | ---- | ---- | ---- | ---- | ---- | ---- | ---- | ---- |
| Einwohner                  | 11   | 8    | 8    | 6    | 6    | 8    | 6    | 12   | 12   |
| Quellen: Cassini und INSEE |      |      |      |      |      |      |      |      |      |

## Sehenswürdigkeiten
- Kirche St-Pierre